# Tunuyán
Tunuyán es la ciudad cabecera del departamento homónimo, provincia de Mendoza, Argentina.
La ciudad de Tunuyán se encuentra a 83 km al sur de la ciudad de Mendoza, y a una altitud de 874 m s. n. m.
La zona se caracteriza por el cultivo de manzanas, viñas, duraznos y nueces. En Tunuyán se realiza el Festival Nacional de la Tonada.

## Geografía
Tunuyán es famoso por su importancia en la producción de los vinos de Argentina, siendo uno de los tres departamentos del valle de Uco, junto con Tupungato y San Carlos. El río Tunuyán, una de las grandes fuentes de agua de Mendoza, atraviesa el departamento.

### Población
Tunuyán tiene 49 132 habitantes (Indec, 2014), lo que representa un incremento del 14,66 % frente a los 42 125 habitantes (Indec, 2001) del censo anterior.

### Manzano Histórico
El Manzano Histórico está en una zona con un microclima particular que, comparado con otras zonas de igual altura en esta región, tiende a favorecer las condiciones ambientales para el crecimiento de especies forestales, como los bosques de pinos ubicados en la misma. Ubicado a 42 km de la ciudad de Tunuyán y a una altitud promedio de 1200 m s. n. m., este lugar es el de mayor afluencia turística en el valle de Uco.
Allí se encuentra el monumento al general José de San Martín: inaugurado la mañana del 31 de diciembre de 1950, fue llamado "Retorno a la patria".

### Sismicidad
La sismicidad del área de Cuyo (centro oeste de Argentina) es frecuente y de intensidad muy alta, con un silencio sísmico de terremotos medios a graves cada 20 años.
- Sismo de 1861: aunque dicha actividad geológica catastrófica ocurre desde épocas prehistóricas, el terremoto del 20 de marzo de 1861 (164 años), con 12 000 muertes,[2] señaló un hito importante dentro de la historia de eventos sísmicos argentinos ya que fue el más fuerte registrado y documentado en el país. A partir del mismo los sucesivos gobiernos mendocinos y municipales han ido extremando cuidados y restringiendo los códigos de construcción.[1] Con el terremoto de San Juan del 15 de enero de 1944 (81 años) los gobiernos tomaron estado de la enorme gravedad crónica de sismos de la región.
- Sismo de 1920: de 6,8 de intensidad, destruyó parte de sus edificaciones y abrió numerosas grietas en la zona. Hubo 250 muertes por destrucción de casas de adobe[2][1]
- Sismo del sur de Mendoza de 1929: muy grave, y al no haber desarrollado ninguna medida preventiva, a pesar de haber transcurrido solo nueve años del anterior, mató a 30 habitantes por la caída de casas de adobe[1]
- Sismo de 1985: fue otro episodio grave,[3] de 9 s de duración, derrumbando el viejo Hospital del Carmen de Godoy Cruz.

## Aniversarios y fiestas
- Festival de la Rosa y la Artesanía en enero
- Último domingo de enero, festejo del Retorno a la Patria del General José de San Martín
- Festival de la Tonada: primera semana de febrero. Y Fiesta departamental de la Vendimia
- "Vía Crucis de la Montaña", en el Manzano Histórico, última semana de abril. Y "Encuentro de escaladores" en Cajón de Arenales
- Conmemoración del fallecimiento del General San Martín, 17 de agosto
- Día del estudiante y de la primavera: segunda y tercera semana de septiembre
- Aniversario de Tunuyán: 25 de noviembre
- Fiesta Provincial de la Cereza: primera quincena de diciembre

## Parroquias de la Iglesia Católica
| Arquidiócesis | Mendoza                   |
| ------------- | ------------------------- |
| Parroquia     | Nuestra Señora del Carmen |